# Elaphoglossum cismense
Elaphoglossum cismense är en träjonväxtart som beskrevs av Eduard Rosenstock. Elaphoglossum cismense ingår i släktet Elaphoglossum och familjen Dryopteridaceae. Inga underarter finns listade.